# Virgil Misidjan
Virgil Misidjan (Goirle, 24 juli 1993) is een Surinaams-Nederlands voetballer die bij voorkeur als vleugelaanvaller speelt. Hij verruilde in de zomer van 2025 Ferencváros uit Hongarije voor N.E.C. Misidjan debuteerde in 2024 als international voor het Surinaams elftal.

## Carrière

### Willem II
Misidjan begon met voetballen bij SC Olympus uit Tilburg en werd al op jonge leeftijd gescout door Willem II. Daar doorliep hij de gehele jeugdopleiding. In de voorbereiding op de tweede seizoenshelft 2011/2012 trainde hij een aantal keer mee met het eerste elftal van Willem II. Ook mocht hij, net als andere jeugdspeler Jeroen Lumu, mee op trainigskamp naar het Turkse Belek. 
De aanvaller maakte na de winterstop zijn debuut. In de competitiewedstrijd uit tegen FC Den Bosch op 29 januari 2012 (1–0 nederlaag) kwam hij in de 83'ste minuut in het veld als vervanger van Robbie Haemhouts. Op 17 februari scoorde hij tegen FC Volendam, tijdens zijn eerste basisplaats, zijn eerste doelpunt voor de club, waarmee met 2-1 werd gewonnen. Daarna miste hij dat seizoen geen enkele wedstrijd meer. Hij eindigde het seizoen met vier goals in de laatste drie speelrondes, waaronder twee goals in een 4-1 overwinning op Almere City. Vervolgens promoveerde Willem II door in de play-offs te winnen van FC Den Bosch en Sparta Rotterdam.
Hij maakte zijn debuut in de Eredivisie op 10 augustus tegen NAC Breda, waarin hij de assist gaf op de openingstreffer van Jens Podevijn. Zijn eerste Eredivisietreffer scoorde hij op 10 november tegen VVV-Venlo. Ondanks vier goals en twee assists kon Misidjan niet voorkomen dat Willem II dat seizoen laatste eindigde in de Eredivisie. In totaal speelde Misidjan 54 wedstrijden in de Tilburgse hoofdmacht waarin hij tien keer scoorde en zes assists gaf.

### PFK Ludogorets
Op 16 augustus 2013 werd bekend dat Misidjan een driejarig contract had ondertekend bij de Bulgaarse club PFK Ludogorets. Misidjan werd verkocht voor €700.000 euro. Een dag later maakte hij tegen Lokomotiv Plovdiv zijn debuut voor de club. Weer vier dagen later maakte hij zijn debuut in de voorronde van de Champions League tegen FC Basel (2–4 verlies). Zijn eerste Europees doelpunt maakte hij op 19 september van datzelfde jaar in de Europa League uit tegen PSV (0–2 winst). Hij speelde 44 wedstrijden in zijn eerste wedstrijd en was daarin goed voor twaalf goals en zes assists. Hij werd bovendien kampioen van Bulgarije.
In zijn tweede seizoen overleefde Misidjan wel de voorrondes van de Champions League, waardoor hij in de groepsfase tegen Real Madrid en Liverpool kwam te spelen. Hij was opnieuw goed voor twaalf goals en zelfs elf assists, het beste seizoen uit zijn carrière tot dan toe. Hij werd ook opnieuw landskampioen. Hij werd in totaal in alle vijf de seizoenen landskampioen. In de vijf seizoenen in Bulgarije speelde hij 206 wedstrijden waarin hij 49 doelpunten maakte en 35 assists gaf.

### FC Nürnberg
Na vijf seizoenen bij Ludogorets maakte hij de overstap naar de Duitse club 1. FC Nürnberg, dat in dat seizoen uitkwam in de Bundesliga. Op 16 september 2018 maakte hij tegen Werder Bremen (1-1) zijn debuut voor de club en was hij direct goed voor zijn eerste doelpunt voor de club. Het zou zijn enige goal voor de club blijken, want vanaf begin februari 2019 kampte hij steeds vaker met blessures. Hij zou daarna het gehele seizoen 2019/20, waarin Nürnberg overigens afgeklommen was naar de 2. Bundesliga, niet in actie komen. Op 6 december 2020 maakte hij zijn eerste minuten voor Nürnberg in negentien maanden. In tweeënhalf jaar in Duitsland kwam hij tot slechts 28 wedstrijden.

### PEC Zwolle
In de winterstop van 2021 keerde Misidjan terug naar Nederland om te gaan voetballer voor PEC Zwolle. Hij maakte een transfervrije overstap nadat zijn contract met de Duitse club was ontbonden. Op 13 januari maakte hij tegen Feyenoord zijn debuut voor PEC. Op 26 januari scoorde hij tegen Heracles Almelo zijn eerste doelpunt voor de club. Hij kwam tot vier goals en drie assists in een halfjaar voor PEC Zwolle.

### FC Twente
Op 10 juni 2021 tekende Misidjan een contract voor twee seizoenen bij FC Twente. Hij miste de eerste drie wedstrijden wegens een knieblessure, maar maakte op 11 september tegen FC Utrecht zijn debuut voor Twente. Op 24 oktober maakte hij in een 2-1 nederlaag tegen N.E.C. zijn eerste doelpunt voor de club. In zijn eerste seizoen kwam hij tot drie goals en vier assists, maar in zijn tweede seizoen kreeg hij de vorm die hij had in Bulgarije weer terug. In alle competities was hij goed voor tien goals en zes assists, zijn beste seizoen op Nederlandse bodem.

### Al-Tai
In de zomer van 2023 vertrok Misidjan transfervrij naar Al-Tai, dat uitkwam in de Saudi Pro League. Op 12 augustus debuteerde hij tegen Damac voor Al-Tai. Op 29 september scoorde hij tegen het Al-Nassr van Cristiano Ronaldo zijn eerste doelpunt voor de club, hoewel er met 2-1 verloren werd. Hij was goed voor vier goals en drie assists in dertig wedstrijden in Saoedi-Arabië.

### Ferencvaros
In het seizoen 2024/25 kwam hij uit voor de Hongaarse club Ferencváros, hoewel hij daar vooral bankzitter was. Hij speelde in alle competities zeven wedstrijden in de eerste seizoenshelft, waarna hij na de winterstop uit de wedstrijdselectie werd gehouden. 

### N.E.C.
Op 12 juni 2025 maakte N.E.C. bekend dat Misidjan terugkeerde in Nederland en een eenjarig contract tekende bij N.E.C., met een optie voor nog een seizoen. Op 9 augustus maakte hij tegen Excelsior (5-0 winst) als vervanger voor Başar Önal zijn debuut voor de club. 

## Carrièrestatistieken
| Seizoen                         | Club            | Competitie       | Competitie | Competitie | Beker | Beker | Internationaal | Internationaal | Overig | Overig | Totaal | Totaal |
| Seizoen                         | Club            | Competitie       | Wed.       | Dlp.       | Wed.  | Dlp.  | Wed.           | Dlp.           | Wed.   | Dlp.   | Wed.   | Dlp.   |
| ------------------------------- | --------------- | ---------------- | ---------- | ---------- | ----- | ----- | -------------- | -------------- | ------ | ------ | ------ | ------ |
| 2011/12                         | Willem II       | Eerste divisie   | 14         | 6          | 0     | 0     | –              | –              | 4      | 0      | 18     | 6      |
| 2012/13                         | Willem II       | Eredivisie       | 34         | 4          | 1     | 0     | –              | –              | –      | –      | 35     | 4      |
| 2013/14                         | Willem II       | Eerste divisie   | 2          | 0          | 0     | 0     | –              | –              | –      | –      | 2      | 0      |
| 2013/14                         | Ludogorets      | A Grupa          | 28         | 9          | 5     | 1     | 11             | 2              | 0      | 0      | 44     | 12     |
| 2014/15                         | Ludogorets      | A Grupa          | 28         | 10         | 6     | 1     | 11             | 0              | 1      | 1      | 46     | 12     |
| 2015/16                         | Ludogorets      | A Grupa          | 17         | 2          | 0     | 0     | 2              | 0              | 1      | 0      | 20     | 2      |
| 2016/17                         | Ludogorets      | A Grupa          | 27         | 1          | 6     | 4     | 11             | 3              | 0      | 0      | 44     | 8      |
| 2017/18                         | Ludogorets      | A Grupa          | 26         | 12         | 2     | 0     | 10             | 1              | 1      | 0      | 39     | 13     |
| 2018/19                         | Ludogorets      | A Grupa          | 6          | 1          | 0     | 0     | 6              | 1              | 1      | 0      | 13     | 2      |
| 2018/19                         | FC Nürnberg     | Bundesliga       | 23         | 1          | 2     | 0     | –              | –              | –      | –      | 25     | 1      |
| 2019/20                         | FC Nürnberg     | 2. Bundesliga    | 0          | 0          | 0     | 0     | –              | –              | –      | –      | 0      | 0      |
| 2020/21                         | FC Nürnberg     | 2. Bundesliga    | 3          | 0          | 0     | 0     | –              | –              | –      | –      | 3      | 0      |
| 2020/21                         | PEC Zwolle      | Eredivisie       | 15         | 4          | 0     | 0     | –              | –              | –      | –      | 15     | 4      |
| 2021/22                         | FC Twente       | Eredivisie       | 27         | 3          | 3     | 0     | –              | –              | –      | –      | 30     | 3      |
| 2022/23                         | FC Twente       | Eredivisie       | 31         | 8          | 2     | 1     | 4              | 0              | 4      | 1      | 41     | 10     |
| 2023/24                         | Al-Tai          | Saudi Pro League | 29         | 4          | 1     | 0     | –              | –              | –      | –      | 30     | 4      |
| 2024/25                         | Ferencváros     | OTP Bank Liga    | 3          | 0          | 1     | 0     | 3              | 0              | –      | –      | 7      | 0      |
| 2025/26                         | N.E.C.          | Eredivisie       | 2          | 0          | 0     | 0     | –              | –              | 0      | 0      | 2      | 0      |
| Carrière totaal                 | Carrière totaal | Carrière totaal  | 315        | 65         | 29    | 7     | 58             | 7              | 12     | 1      | 414    | 81     |
| Bijgewerkt op 20 augustus 2025. |                 |                  |            |            |       |       |                |                |        |        |        |        |

## Interlandcarrière

### Nederland onder 20
Op 22 maart 2013 debuteerde Misidjan voor Nederland –20 in een vriendschappelijke wedstrijd tegen Servië –21 (2–1 winst).
| Interlands van Virgil Misidjan | Interlands van Virgil Misidjan | Interlands van Virgil Misidjan | Interlands van Virgil Misidjan | Interlands van Virgil Misidjan | Interlands van Virgil Misidjan |
| №                              | Datum                          | Wedstrijd                      | Uitslag                        | Soort Wedstrijd                | Doelpunten                     |
| Als speler bij Willem II       | Als speler bij Willem II       | Als speler bij Willem II       | Als speler bij Willem II       | Als speler bij Willem II       | Als speler bij Willem II       |
| ------------------------------ | ------------------------------ | ------------------------------ | ------------------------------ | ------------------------------ | ------------------------------ |
| 1.                             | 22 maart 2013                  | Nederland – Servië             | 2 – 1                          | Vriendschappelijk              | 0                              |

### Suriname
Op 24 maart 2024 maakte Misidjan zijn debuut voor het Surinaams voetbalelftal in een oefeninterland tegen Martinique. Op 5 september scoorde hij tegen Guyana in de Nations League 2024/25 zijn eerste interlanddoelpunt. 

## Erelijst

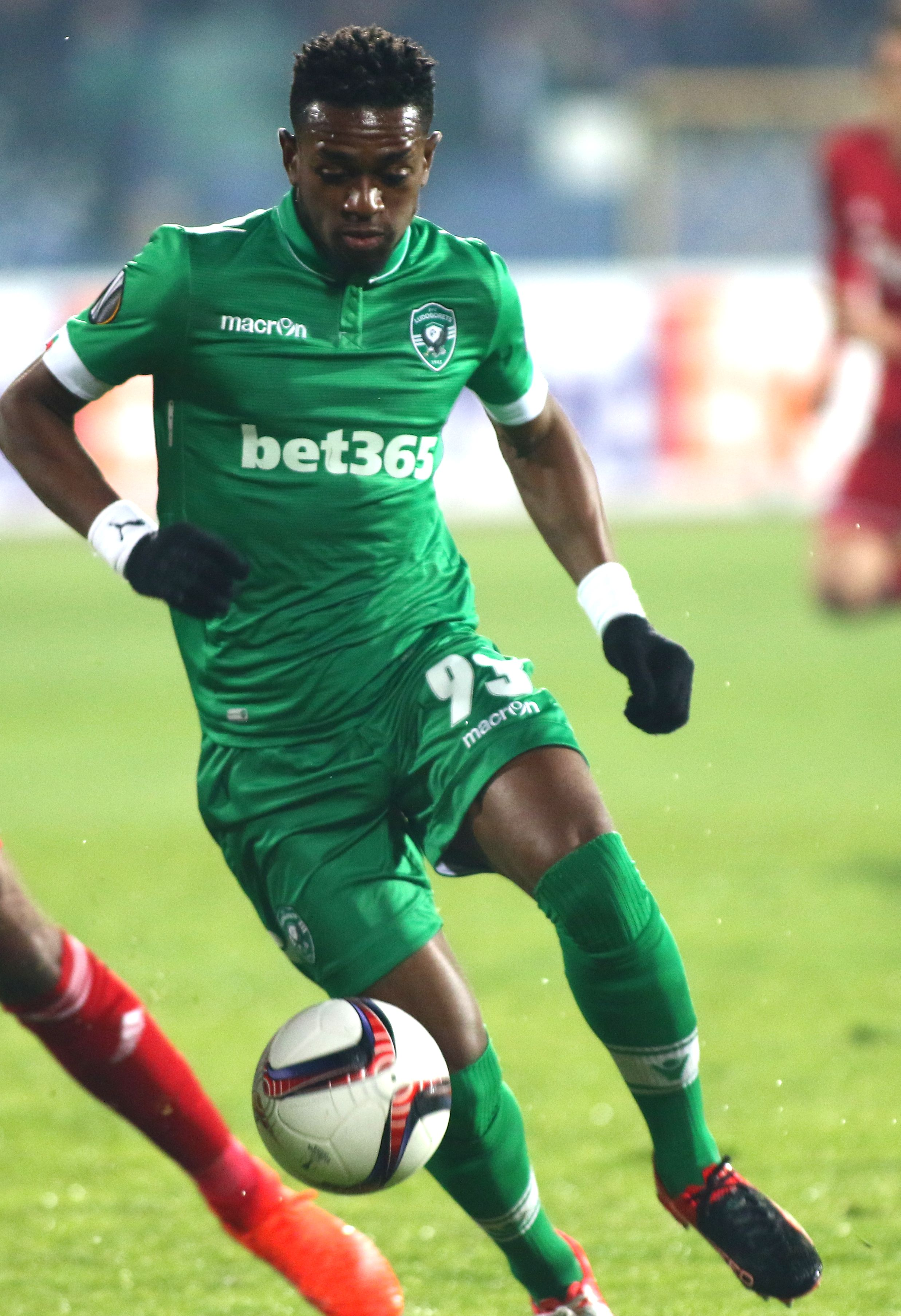
Misidjan met Ludogorets Razgrad

| Competitie          | Winnaar   | Winnaar                                     |
| Competitie          | Aantal    | Jaren                                       |
| Willem II           | Willem II | Willem II                                   |
| ------------------- | --------- | ------------------------------------------- |
| Eerste Divisie      | 1x        | 2012/13                                     |
| PFK Ludogorets      |           |                                             |
| Parva Liga          | 5x        | 2013/14, 2014/15, 2015/16, 2016/17, 2017/18 |
| Beker van Bulgarije | 1x        | 2013/14                                     |
| Supercup            | 2x        | 2014/15, 2018/19                            |
| Ferencvaros         |           |                                             |
| OTP Bank Liga       | 1x        | 2024/25                                     |

## Trivia
- Sinds 2013 speelt Virgil met zijn bijnaam Vura op de achterkant van zijn shirt.
- Virgil is de neef van profvoetballer Cendrino Misidjan.